# Stretto di Sape
Lo stretto di Sape (indonesiano:  Selat Sape) è un braccio di mare che separa le isole Sumbawa e Komodo, in Indonesia. Lo stretto ha una lunghezza di 50 km e una larghezza massima di 22 km e collega il mar di Flores con lo stretto di Sumba (nell'oceano Indiano).
Lo stretto costituisce anche il confine fra le province indonesiane di Nusa Tenggara Occidentale e Nusa Tenggara Orientale.
Lo Stretto di Sape è noto per le sue acque agitate e le forti correnti, così come per la sua spettacolare vita marina.